# The Waterboy
The Waterboy é um filme americano de 1998 estrelado por Adam Sandler e Kathy Bates e dirigido por Frank Coraci. O filme foi extremamente lucrativo, arrecadando US $ 161,5 milhões apenas na América do Norte.

## Sinopse
O filme conta a história de Bobby (Adam Sandler) que é sempre menosprezado pelos atletas de um time de futebol americano. Até que um dia o menino da água é escalado e torna-se a maior estrela do time e da temporada.

## Elenco
- Adam Sandler....Robert 'Bobby' Boucher, Jr.
- Kathy Bates....Helen "Mama" Boucher
- Henry Winkler....Treinador Klein
- Fairuza Balk....Vicki Vallencourt
- Jerry Reed....Treinador Red Beaulieu
- Peter Dante....Gee Grenouille
- Larry Gilliard Jr.....Derek Wallace
- Blake Clark....Fazendeiro Fran
- Jonathan Loughran....Lyle Robideaux
- Clint Howard....Paco
- Allen Covert....Walter
- Rob Schneider...Townie
  - Schneider interpretou o mesmo personagem no filme Little Nicky, enquanto o próprio Sandler interpretou o mesmo personagem no filme de Schneider, The Animal.
- Kevin Farley...Jim Simonds
- Robert Kokol...Professor
- Frank Coraci...Robert "Roberto" Boucher
- Big Show....Capitão  Insano
- Lynn Swann....comentarista da ABC
- Chris Fowler....comentarista da ESPN
- Lee Corso....comentarista da ESPN
- Trevor Miller....ele mesmo
- Jennifer Taylor....Rita

## Música
A trilha sonora de The Waterboy foi lançada em 3 de novembro de 1998 pela Hollywood Records.
| N.º            | Título                      | Artist                         | Duração |  |
| 1.             | "Born on the Bayou"         | Creedence Clearwater Revival   | 5:15    |  |
| 2.             | "More Today Than Yesterday" | Goldfinger                     | 3:22    |  |
| 3.             | "Boom Boom"                 | Big Head Todd and the Monsters | 3:33    |  |
| 4.             | "Feed It"                   | The Candyskins                 | 3:35    |  |
| 5.             | "Peace Frog"                | The Doors                      | 2:57    |  |
| 6.             | "Let's Groove"              | Earth, Wind & Fire             | 5:38    |  |
| 7.             | "Always on the Run"         | Lenny Kravitz                  | 3:53    |  |
| 8.             | "Doin' My Thang"            | Incidents / Lifelong           | 4:10    |  |
| 9.             | "Small Town"                | John Mellencamp                | 3:40    |  |
| 10.            | "New Year's Eve"            | Joe Walsh                      | 4:00    |  |
| 11.            | "No One to Run With"        | The Allman Brothers Band       | 5:58    |  |
| 12.            | "Tom Sawyer"                | Rush                           | 4:34    |  |
| 13.            | "Glowing Soul"              | Candlebox                      | 4:18    |  |
| Duração total: | Duração total:              | Duração total:                 | 54:53   |  |